# Geranium austroapenninum
Geranium austroapenninum är en näveväxtart som beskrevs av Carlos Aedo. Geranium austroapenninum ingår i släktet nävor, och familjen näveväxter. Inga underarter finns listade i Catalogue of Life.